# Eosiren

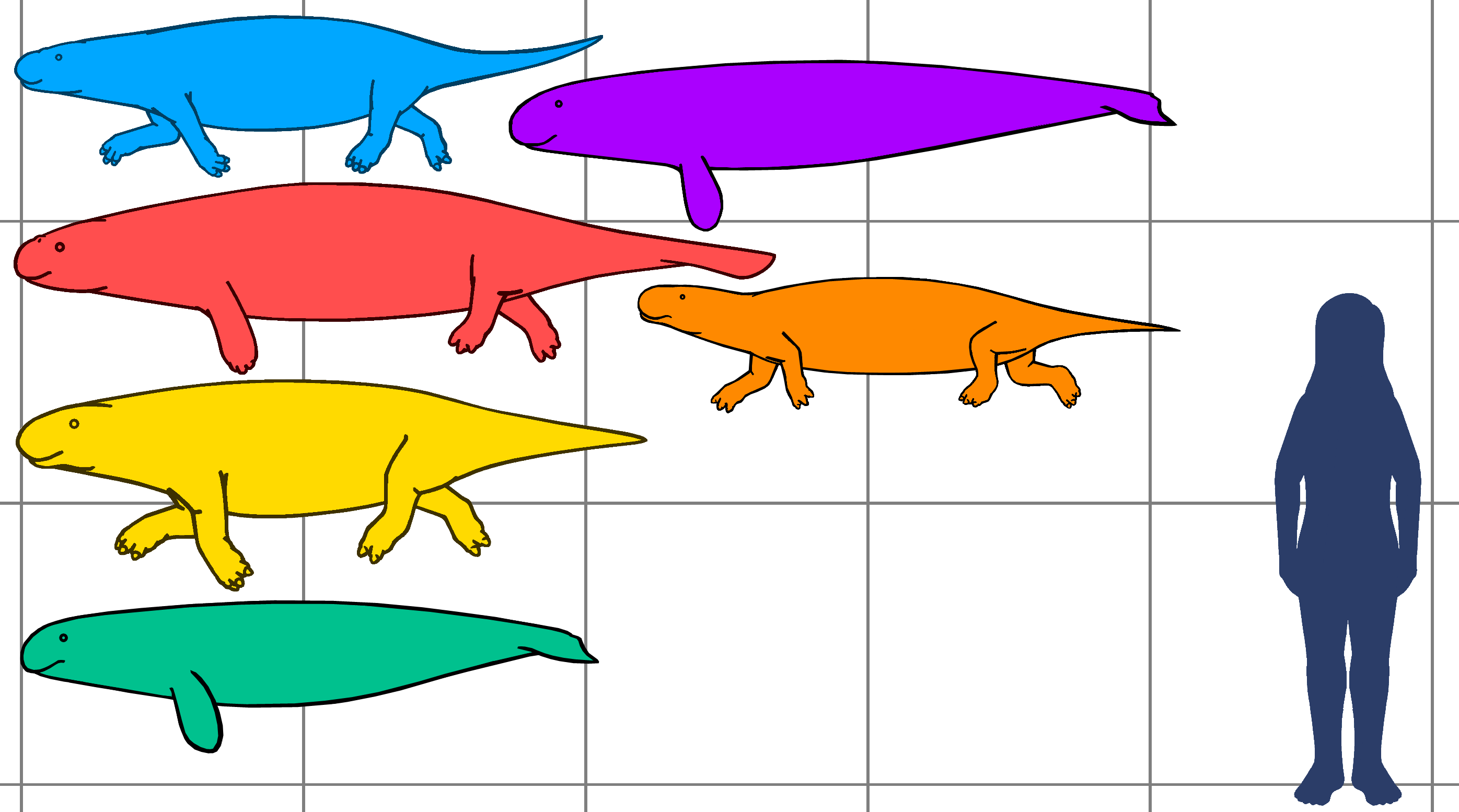
Розмір Eosiren (фіолетовий) порівняно з іншими сиренами еоцену та людиною

Eosiren — це вимерлий рід морських корів, який жив у період від пізнього еоцену до раннього олігоцену. Кілька скам'янілостей знайдено в Єгипті. Схоже, що види E. abeli були одночасними з Protosiren і Eotheroides. Як і вони, Eosiren дуже нагадував сучасних сирен. Відрізняється від них дещо більшими безіменними і стегновими кістками.
Eosiren був вперше описаний палеонтологом Чарльзом Вільямом Ендрюсом у 1902 році, який відрізнив його від роду Halitherium через відмінності в зубах і нижній щелепі. Пізніше того ж року Science опублікувала короткий виклад його висновків у збірці про досягнення зоопалеонтології.